# Kaiserhalle (Bonn)
Die Kaiserhalle war ein traditionsreicher Treffpunkt Bonner Studenten und Gymnasiasten am Bonner Kaiserplatz. Errichtet in den 1870er-Jahren, wurde sie 1944 zerbombt, 1955 wiederaufgebaut und 1970 im Zuge des U-Bahn-Baues abgerissen. Heute steht hier der zentrale Bonner Busbahnhof.

## Vorgeschichte
1844 eröffnete die Bonn-Cölner Eisenbahn-Linie, für die Bonn ein Kopfbahnhof war, der direkt an der Poppelsdorfer Allee lag; auf einer Drehscheibe wurden die Züge dann wieder in Richtung Köln gedreht. Zehn Jahre später waren die Schienen rheinaufwärts bis zum Bahnhof Rolandseck verlängert und die Allee zum Poppelsdorfer Schloss durchschnitten worden. Die Drehscheibe wurde entfernt und auf dem freien Platz eine Veranstaltungshalle mit Freiterrasse errichtet.
Nach dem gewonnenen Krieg von 1870/71 und der Ausrufung des Deutschen Kaiserreichs wurden überall – in einem überschwänglichen Patriotismus – Straßen und Plätze nach Kaiser Wilhelm I. benannt. In Bonn waren dies der Teil der Poppelsdorfer Allee vom Kurfürstlichen Residenzschloss bis zur neuen Eisenbahnlinie, der zum Kaiserplatz wurde, die nunmehr als Kaiserstraße bezeichnete Parallelstraße an der Bahnlinie und die in Kaiserhalle benannte neuerrichtete Festhalle.
Um die profanen Eisenbahnschienen etwas zu verstecken, wurde ein Springbrunnen in die Sichtachse des neuen Kaiserplatzes zur „Verschönerung“ angelegt: der Kaiserbrunnen.

## Kaiserhalle
Die Kaiserhalle entstand in den 1870er-Jahren nach Plänen des Kreisbaumeisters in Siegburg Wilhelm Eschweiler. Sie war das studentische Zentrum christlicher Burschenschaften. Vereine wie Corps Borussia Bonn, die Studentische Verbindung katholischer Theologen Rhenofrankonia, die Landsmannschaft Salia Bonn oder KDStV Staufia Bonn, feierten ihre Stiftungsfeste und Festkommerse um 1900 bevorzugt in der Kaiserhalle, in der sie zum Teil auch gegründet worden waren, ebenso wie Turnerschaft Germania (1877 gegründet in der Kaiserhalle) oder der Skiclub Bonn (ebenda gegründet 1907).
Im Kaiserreich und in der anschließenden Zeit der Weimarer Republik war die Terrasse mit ihren schattigen Kastanienbäumen bevölkert von Couleur-tragenden (oder im vollen Wichs) Verbindungsstudenten singend und saufend,  zusammen mit zivil-tragenden Offizieren
des Husarenregiments „König Wilhelm“. Buntbemützte Studenten und Primaner gingen nach dem sonntäglichen Gottesdienst zum Frühschoppen in die Kaiserkneipe (der Weg vom katholischen Bonner Münster und von der evangelischen Kreuzkirche ist fast gleich weit entfernt). In Bonn hatte sich die Szene aufgeteilt: Im Königshof die adligen Studenten, in der Lese die intellektuellen Studenten, im Bürgerverein die konfessionell-bürgerlich geprägten Studenten und in der Kaiserhalle die Verbindungsstudenten.
Zur selben Zeit nutzten die Nationalsozialisten die zentral gelegene Kaiserhalle für ihre Agitation: Arbeitslosen wurden hier kostenlos von der SA warme Suppen ausgegeben. Nach 1933 wurden die Studentenverbindungen nach und nach gleichgeschaltet. 1936 wurde eine Fußgängerunterführung der Eisenbahngleise zum Anschluss und Verbindung an die Poppelsdorfer Allee neugeschaffen und der Standort der Kaiserhalle damit nochmals aufgewertet. Im Zweiten Weltkrieg wurde die Kaiserhalle bei dem verheerendsten der Bombenangriffe auf Bonn im alliierten Luftkrieg am 18. Oktober 1944 zerbombt. Der Wiederaufbau erfolgte erst 10 Jahre später – im typischen Stil der 1950er Jahre, aber wieder mit großer, baumbepflanzter, schattiger Terrasse – und wurde am 27. Mai 1955 eingeweiht. Die Kaiserhalle wurde so, wie bereits zuvor, Treffpunkt von Studenten und Gymnasiasten. 
1968 hatten sich die schlagenden Verbindungsstudenten in ihre Häuser zurückgezogen und das Feld den revolutionären, langhaarigen und barttragenden „sozialistischen Kommilitonen“ überlassen.
Für die Bonner Bürger waren nun der Kaiserbrunnen und die Kaiserhalle der Treffpunkt der Gammler, die gerne mal mit Persil den Springbrunnen zum Schaumbad verwandelten oder sommernachts nacktbadeten, wenn sie ausgetobt aus den Beatkellern des gegenüber – hinter der Bahnlinie – liegenden Bürgervereins kamen.
1969 wurde im Zuge der Anstrengungen, eine einer Bundeshauptstadt angemessene Infrastruktur zu schaffen, mit dem Bau eines U-Bahn-Tunnels vom Hauptbahnhof – unter dem Kaiserplatz zum Hofgarten und weiter, in einem großen Bogen zur Bundesstraße 9 – bis zum Bundeskanzlerplatz (heute Teil der Stadtbahnstrecke Bonn–Bad Godesberg) begonnen, für den die Kaiserhalle am 2. November 1970 abgerissen wurde.